# Veikka Gustafsson
Veikka Gustafsson (* 14. ledna 1968) je finský horolezec. Stal se 20. člověkem a prvním Finem, kterému se podařilo dosáhnout vrcholů všech osmitisícovek. Gustafsson se narodil ve městě Espoo a má tři sourozence. Jeho 14. vrcholem nad 8000 metrů se stal v roce 2009 Gašerbrum I. V roce 1993 se stal prvním Finem, který vylezl na nejvyšší horu planety Mount Everest. Při tomto výstupu použil poprvé a naposledy umělý kyslík, ale o čtyři roky později dosáhl i vrcholu Mount Everestu bez kyslíku a díky tomu se stal desátým člověkem, který dosáhl všech 14 osmitisícovek bez použití umělého kyslíku. Některé výstupy podnikl s Edem Viestursem, prvním Američanem, který vylezl na všechny osmitisícovky.

## Úspěšné výstupy na osmitisícovky
- 1993 Mount Everest (8849 m) - s kyslíkem
- 1993 Dhaulágirí (8167 m)
- 1994 K2 (8611 m)
- 1995 Lhoce (8516 m)
- 1995 Makalu (8465 m)
- 1997 Mount Everest (8849 m) - bez kyslíku
- 1999 Manáslu (8163 m)
- 1999 Dhaulágirí (8167 m)
- 2001 Šiša Pangma (8013 m)
- 2001 Nanga Parbat (8125 m)
- 2004 Mount Everest (8849 m) - bez kyslíku
- 2005 Čo Oju (8201 m)
- 2005 Annapurna (8091 m)
- 2006 Kančendženga (8586 m)
- 2008 Gašerbrum II (8035 m)
- 2008 Broad Peak (8047 m)
- 2009 Gašerbrum I (8068 m)

## Další úspěšné výstupy
- 1993 Pik Ismail Samani (7495 m)
- 1993 Štít Korženěvské (7105 m)
- 1996 Vinson Massif (4892 m)